# Tiergarten (Naturschutzgebiet)
Das Naturschutzgebiet Tiergarten liegt auf dem Gebiet der Gemeinde Nordkirchen im Kreis Coesfeld in Nordrhein-Westfalen.
Das Gebiet erstreckt sich südlich des Kernortes Nordkirchen. Am östlichen Rand des Gebietes verläuft die Landesstraße L 810 / L 671, nördlich liegt das Schloss Nordkirchen. Nordöstlich erstreckt sich das 193,8 ha große NSG Hirschpark Nordkirchen und südlich das 19,1 ha große NSG Bakenbusch.

## Bedeutung
Das etwa 109,4 ha große Gebiet wurde im Jahr 2001 unter der Schlüsselnummer COE-037 unter Naturschutz gestellt. Schutzziel 
- für den Waldbereich ist die Erhaltung der Stieleichen-Hainbuchenwälder und der Umbau von naturfernen Beständen zu naturnahen Waldgesellschaften mit Buche, Eiche und Hainbuche. Darüber hinaus sollten die naturnahen Wälder aus der forstwirtschaftlichen Nutzung herausgenommen und die ursprünglichen hydrologischen Verhältnisse durch Schließung der Entwässerungsgräben wiederhergestellt werden.
- für den Offenlandbereich ist die Entwicklung eines extensiv genutzten Grünlandkomplexes mit artenreichen Glatthaferwiesen, Weidelgras-Weißkleeweiden und Flutrasen anzustreben.[3]